# Škoda 1000 MB

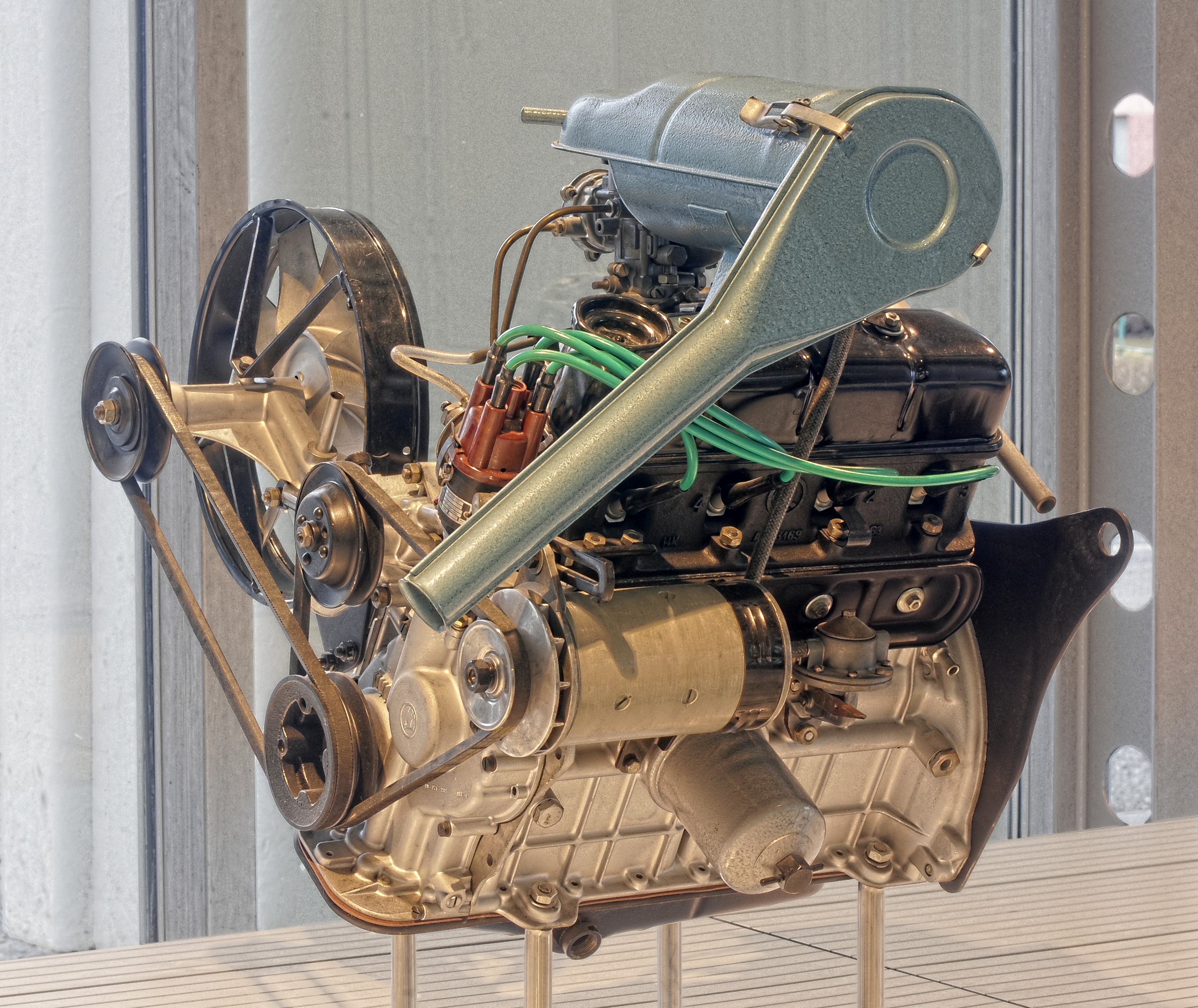

La Škoda 1000 MB/1100 MB/1000 MBX/1000 MBG/1100 MBX est une berline compacte à moteur arrière produite de 1964 et 1969 par le constructeur automobile tchécoslovaque AZNP. La voiture tire son nom de la cylindrée de son moteur et des initiales de son usine d’assemblage, située à Mlada Boleslav.

## Histoire

### Rêves de voiture populaire
La genèse de la 1000 MB commence en 1956, alors que le modèle phare de Škoda, la 440, n’est sur le marché que depuis un an.
Jusqu’en 1958, les ingénieurs de la marque s’efforcent de concevoir le prototype d’un tout nouveau modèle voulu par le gouvernement, qui devra peser 700 kg et consommer entre 6 et 7 litres d’essence aux 100 km.
Toutes les solutions sont envisagés : traction, propulsion, moteur avant ou arrière, deux ou quatre portes, refroidissement par air ou par eau…etc.
Finalement, les autorités de Prague approuvent le projet d’une berline à quatre portes équipée d’un moteur arrière refroidi par eau, et dont la ligne devra être agréable.

### Une nouvelle usine sort de terre
La prochaine de Škoda aspirant à être produite à une cadence importante, la construction d’une nouvelle usine s’impose. Celle-ci verra le jour à côté de l’ancienne, sur le site historique de Mlada Boleslav. Elle sera désormais capable de produire 600 unités par an, contre 120 auparavant.
Cent trente-quatre fournisseurs étrangers, originaires de seize pays, ont participé au projet. Ainsi, la Régie Renault a fourni les machines-transferts, et on doit la chaîne d’emboutissage au constructeur d’autobus Chausson.

### La 1000 MB: une nouvelle génération de berlines Škoda
La Škoda 1000 MB (type 990) est présentée en septembre 1964, à l’occasion de la Foire de Brno.
Ne reprenant aucun élément de l'Octavia qu’elle remplace, cette voiture marque un tournant dans l’histoire de la marque, dont elle est le premier modèle à moteur arrière et carrosserie autoportante.
Son quatre cylindres 988 cm3 développe 42 ch, comme le 1100 de l’Octavia, mais la voiture ne pèse que 725 kg, contre 920 pour sa devancière.
En Europe de l’Est, nombreux sont les automobilistes qui entretiennent eux-mêmes leur voiture. Škoda y a pensé, et a ainsi simplifié la technique de sa 1000 MB : le vilebrequin n’est ainsi doté que de trois paliers, et la culasse est facilement démontable.
Contrairement à l’Octavia qui bénéficiait d’une gamme complète, la 1000 MB n’est disponible qu’en berline quatre portes à son lancement. Les versions break et cabriolet sont en effet restées à l’état de prototypes.

### Quelques évolutions
Présent au Salon de Genève en mars 1966, Škoda dévoile la 1000 MBX, une sorte de berline deux portes sans montants et au pavillon redessiné, qui atteint 52 ch grâce à l’ajout de deux carburateurs. Dans le même temps, la berline classique voit la puissance de son quatre cylindres portée à 48 ch, tandis que le dessin des ailes arrière adoptent un dessin plus conventionnel : son appellation interne est désormais type 721.
Toujours à Genève mais en 1967, la berline 1000 MBG adopte le moteur de la MBX, tandis qu’une version dépouillée 1000 MBT fait son apparition.
L’offre s’élargit de nouveau en octobre 1967, avec l’arrivée d’un moteur de 1 103 cm3 développant 52 ch.
Pour sa dernière année de commercialisation, en 1969, la petite Škoda s’offre un petit rajeunissement : la face avant troque ses chromes pour une large moulure en plastique intégrant les clignotants, les montants s’épaississent, et le toit pers sa « crête » centrale.
Enfin, la gamme est couronnée en avril 1969 par la 1000 MB Rallye, dévoilée à l’occasion du Salon de Belgrade. Forte de 65 ch, cette version se distingue par quatre phares supplémentaires et des bandes de décoration siglées « Rallye ».

### Le bilan
La carrière de la 1000 MB sera courte, puisqu’elle tire sa révérence au mois de décembre 1969, devant les nouvelles 100 et 110.
Pendant cinq ans, l’usine de Mlada Boleslav a assemblé pas moins de 440 624 exemplaires de la berline, auxquels il convient d’ajouter 2 417 « coaches » sans montants, portant le total à 443 141 unités.
On notera par ailleurs qu’environ 7 000 exemplaires seront vendus en France, et 8 000 en Belgique.

## Galerie

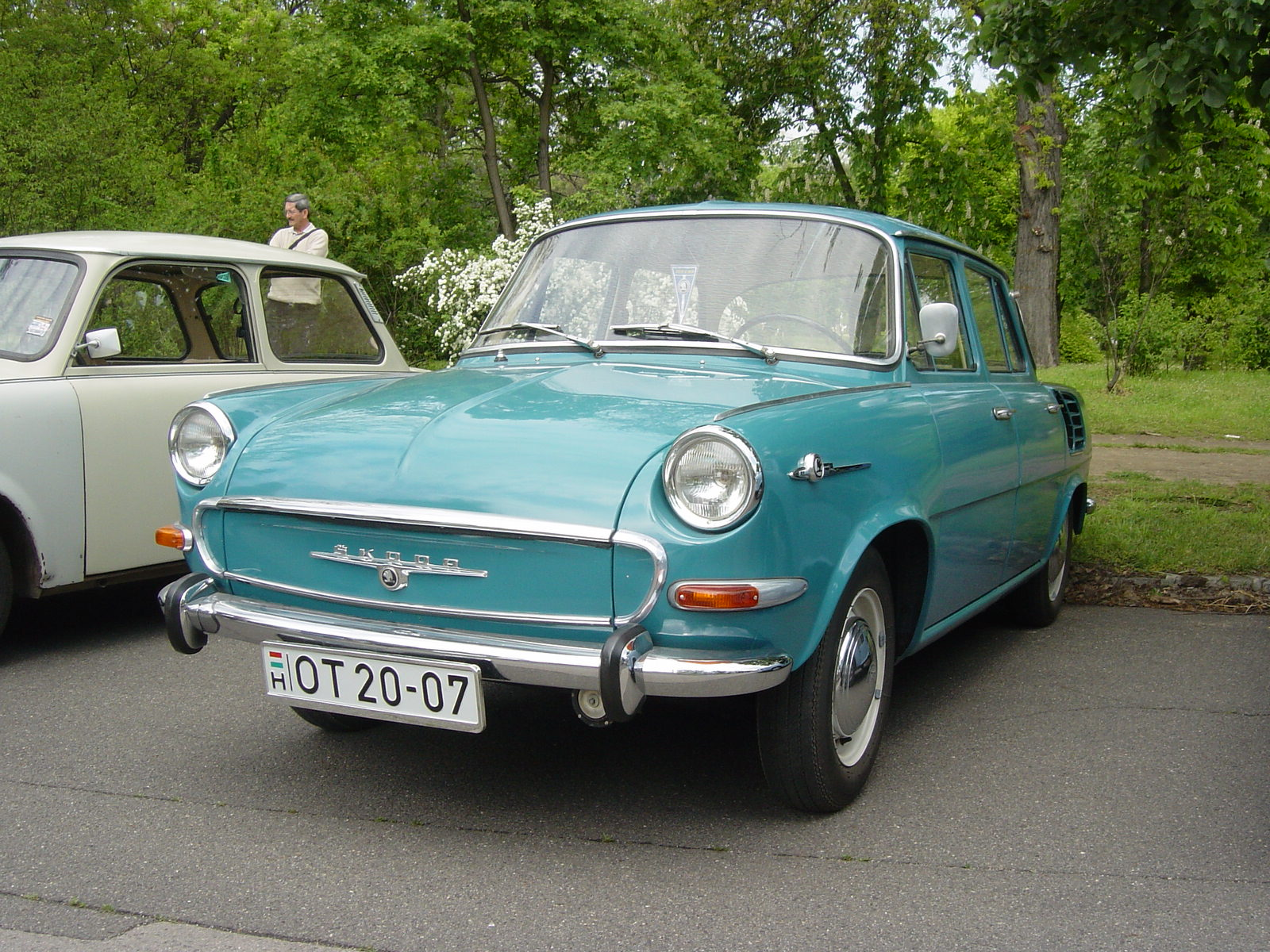
Škoda 1000 MB d’avant 1966.
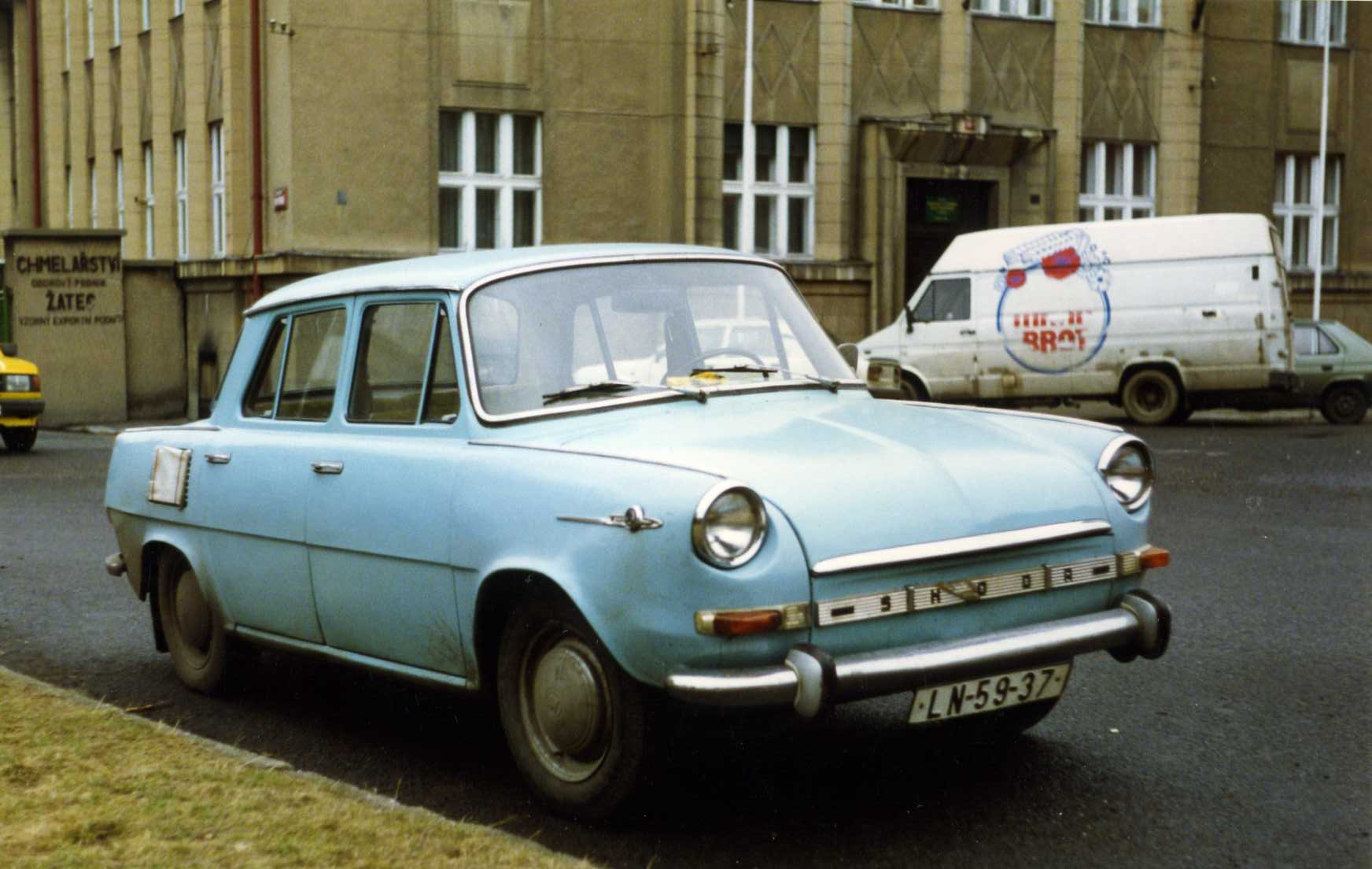
Škoda 1000 MB modèle 1969.
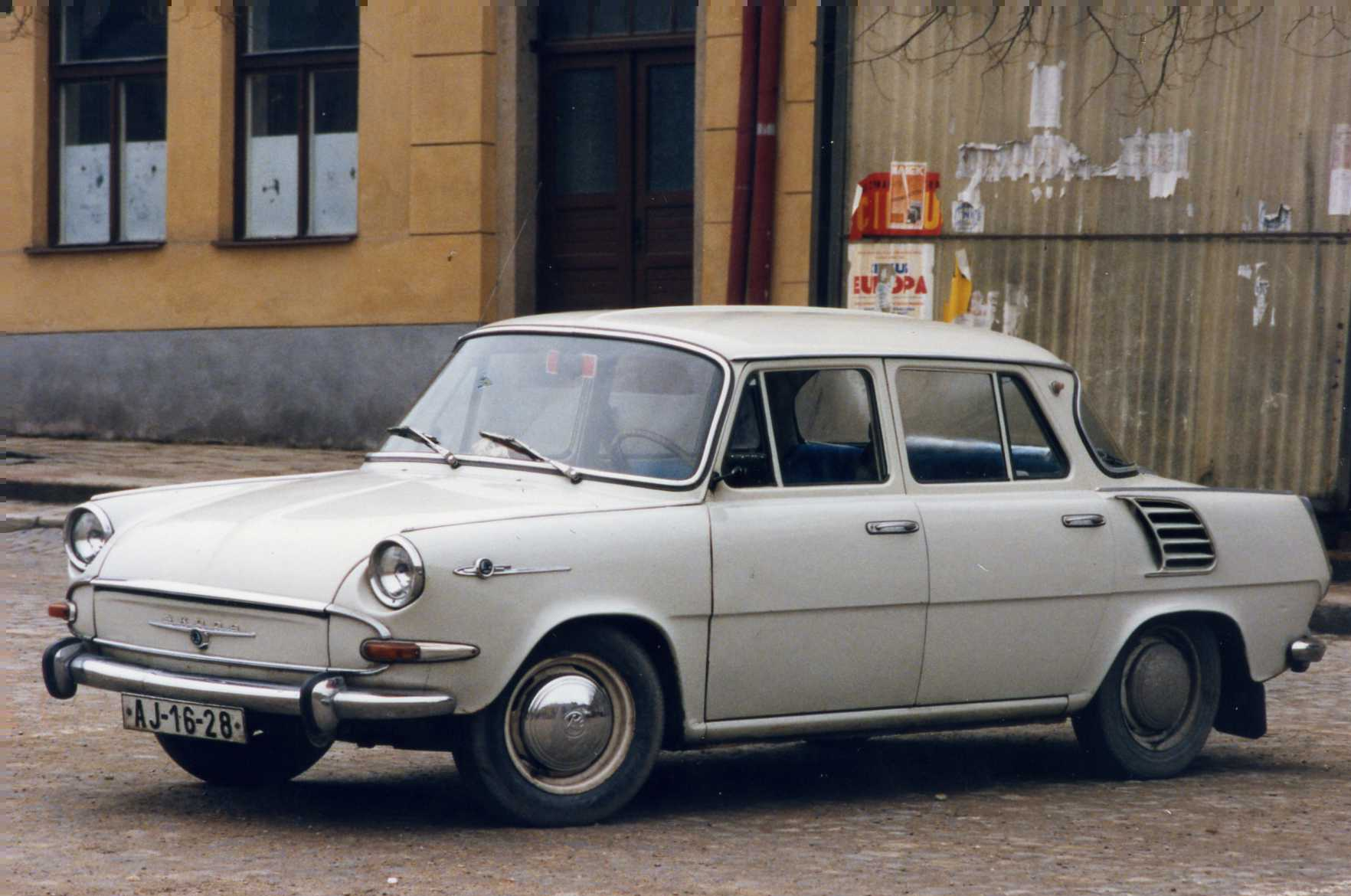
Škoda 1000 MB d’avant 1966.
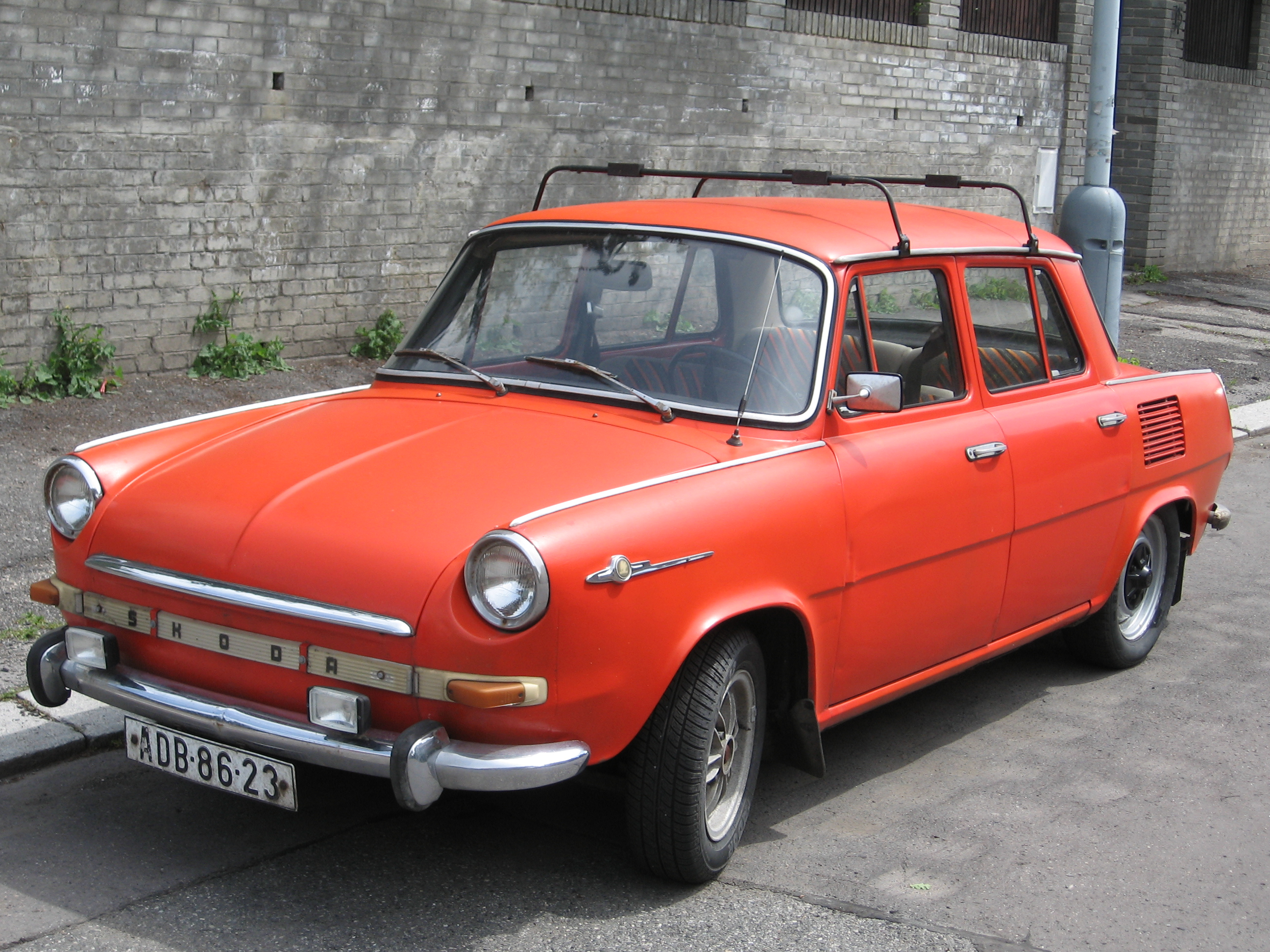
Škoda 1000 MB modèle 1969.
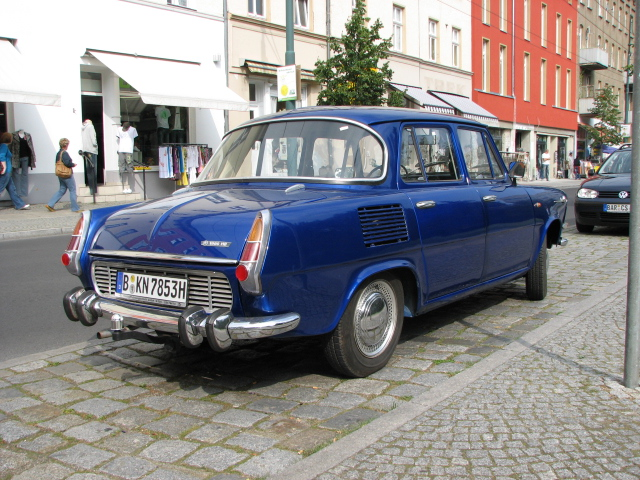
Škoda 1000 MBG.
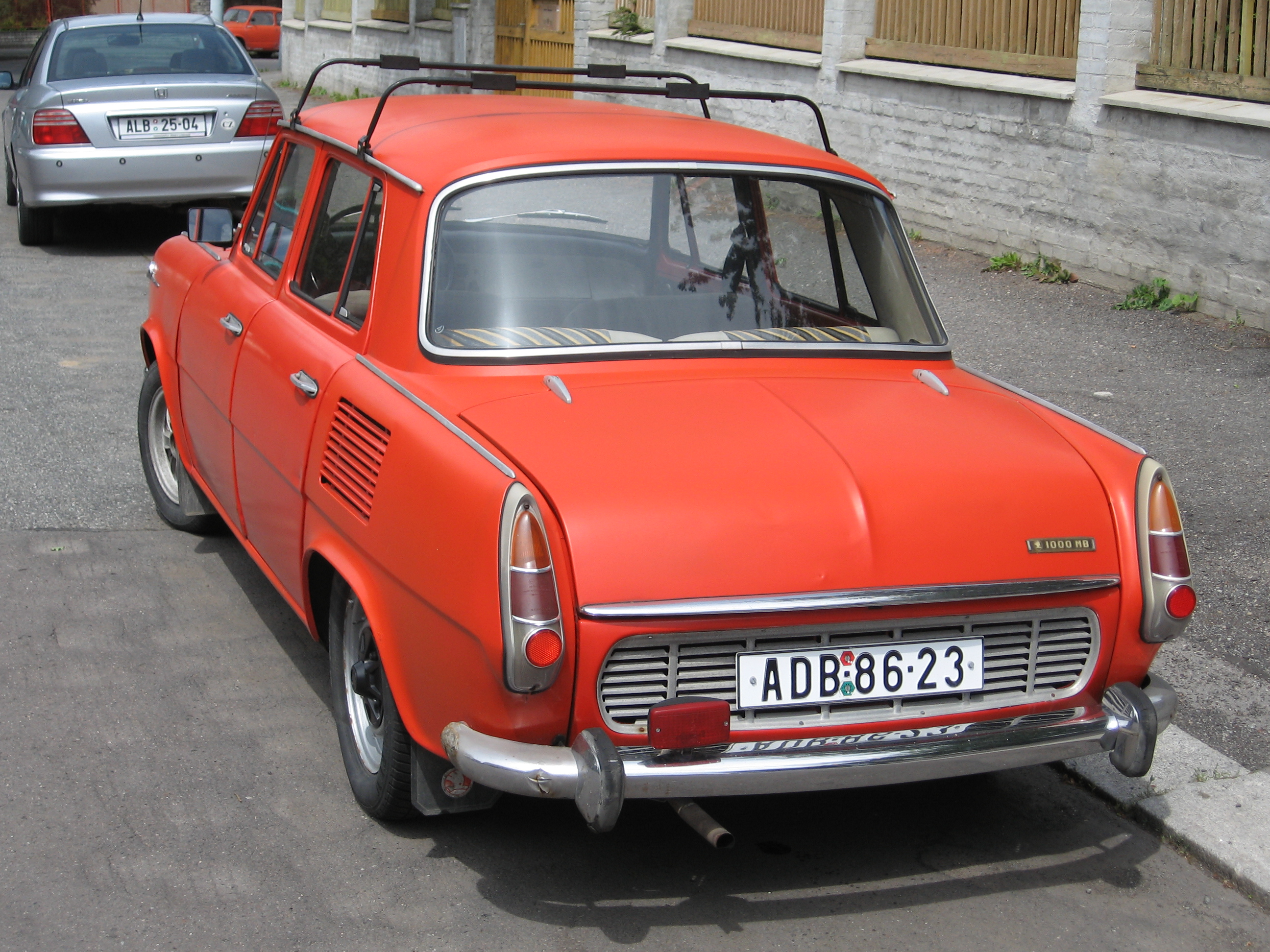
Škoda 1000 MB modèle 1969.
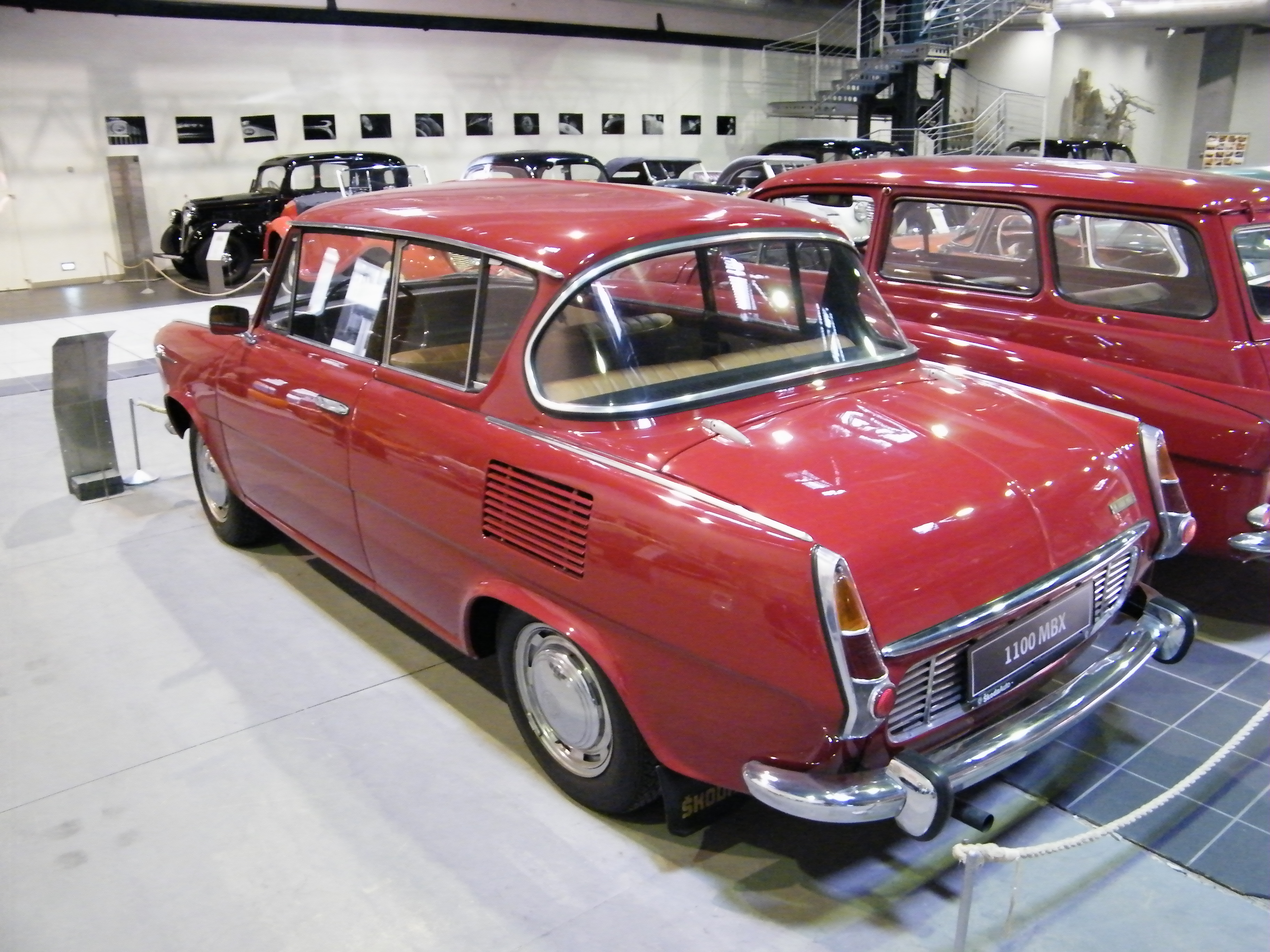
Coach Škoda 1100 MBX.
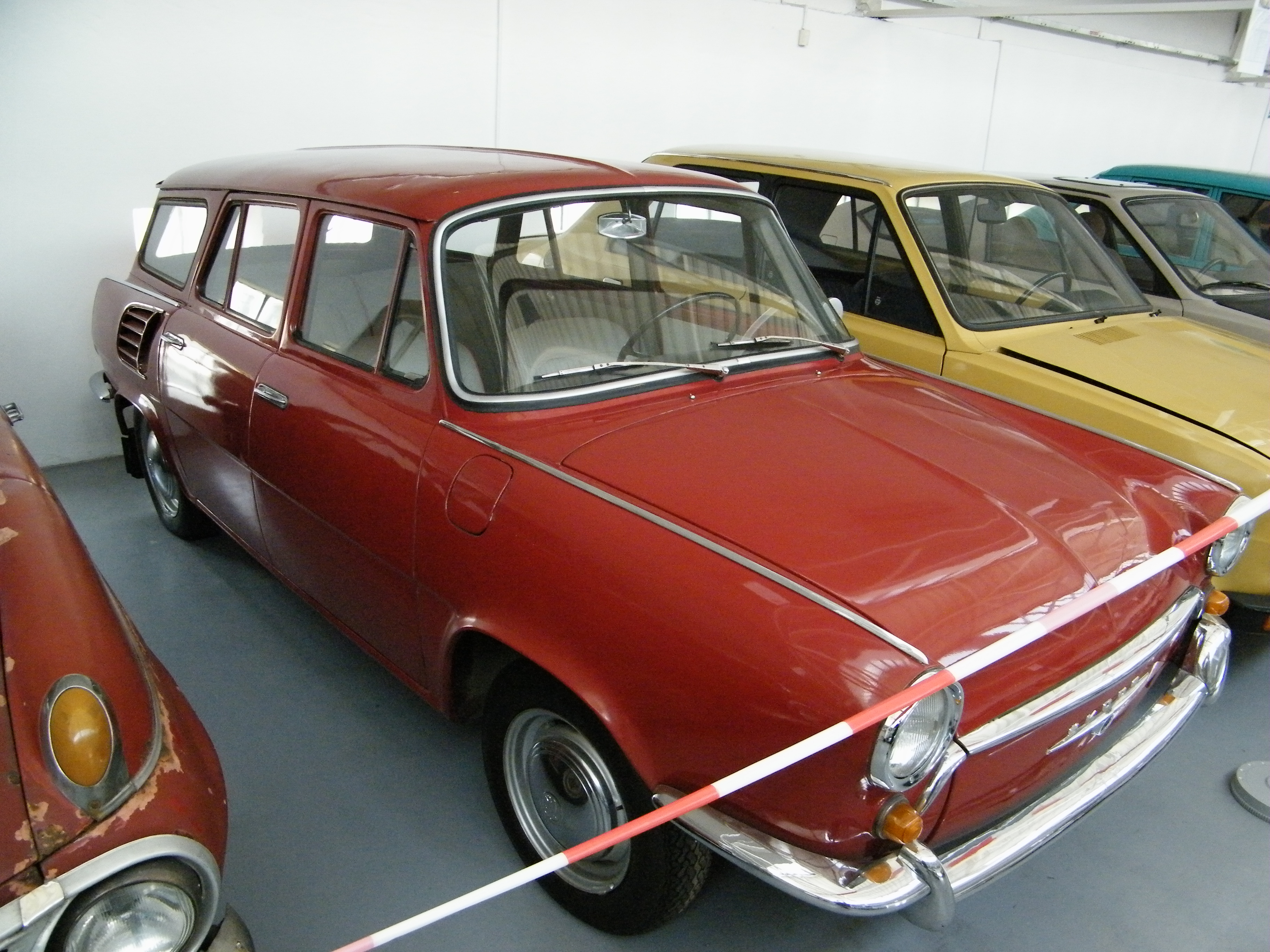
Prototype du break 1000 MB.

## Sources
- Bernard Vermeylen, Voitures des pays de l'Est, Boulogne-Billancourt, ETAI, 2008, 239 p. (ISBN 9782726888087, OCLC 470767381)